# Cuaespinós de cresta cremosa
El cuaespinós de cresta cremosa (Cranioleuca albicapilla) és una espècie d'ocell de la família dels furnàrids (Furnariidae).

## Hàbitat i distribució
Habita els boscos dels Andes al centre i sud-est de Perú.